# Jean-Jacques Lebel
Jean-Jacques Lebel, artista plàstic, escriptor i creador de manifestacions artístiques neix a París el 1936.
La seva primera exposició té lloc el 1955 a la Galleria Numero de Florència, Itàlia on publica la seva primera revista d'art, poesia i política. Després venen les seves exposicions a Milà, a París i en diversos museus i galeries a través del món.
El 1960, Jean-Jacques Lebel és l'autor de L'enterrement de la Chose (L'enterrament de la cosa), a Venècia instaurant el primer happening europeu. A partir d'aquesta data produeix més setanta happenings, performances i accions, a diversos continents en paral·lel amb les seves activitats plàstiques, poètiques i polítiques.
Entre 1960 i 1961, co-organitza a París, Venècia i Milà «L'Anti-Procès», una manifestació i exposició internacional itinerant que agrupava uns seixanta artistes de tendències diverses, que prenen posició contra la guerra d'Algèria i contra la tortura.
Per aquests mateix anys, tradueix el francès i publica a William Seward Burroughs, Allen Ginsberg, Michael McClure, Lawrence Ferlinghetti i Gregory Corso; artistes amb els quals posa en marxa el festival Poliphonix de poesia, considerat el més important del món a la seva classe.
El 1968, Jean-Jacques Lebel pren part en les activitats del Moviment 22 de març i després participa del grup anarquista «Noir et rouge» (Negre i Vermell). A la famosa portada de Paris Match de l'any 1968 és ell qui porta a les seves espatlles a Caroline de Bendern. En aquesta època segueix els cursos del filòsof Gilles Deleuze a la Facultat de Vincennes.
Durant 2001 i 2002: realitza una manifestació itinerant Reliquaire pour un culte de Vénus (Reliquiari per a un culte de Venus), composta per més de tres mil elements recol·lectats al llarg d'Europa.